# ITF feminino de Limoges
O ITF feminino de Limoges – ou Open GDF Suez Région Limousin, na última edição – foi um torneio de tênis profissional feminino, de nível US$ 50.000.
Realizado em Couzeix, no arrondissement de Limoges [en], no centro-oeste da França, estreou em 2006 e durou oito edições. Os jogos eram disputados em quadras duras cobertas durante o mês de outubro.
Foi promovido ao circuito challenger em 2014.

## Finais

### Simples
| Ano  | Campeã            | Vice-campeã        | Resultado     |
| ---- | ----------------- | ------------------ | ------------- |
| 2013 | Kristýna Plíšková | Tamira Paszek      | 3–6, 6–3, 6–2 |
| 2012 | Claire Feuerstein | Maryna Zanevska    | 7–5, 6–3      |
| 2011 | Sorana Cîrstea    | Sofia Arvidsson    | 6–2, 6–2      |
| 2010 | Ivana Lisjak      | Yuliya Beygelzimer | 6–0, 6–3      |
| 2009 | Claire Feuerstein | Anaïs Laurendon    | 6–0, 5–7, 6–3 |
| 2008 | Marina Melnikova  | Valeria Savinykh   | 1–0, ab.      |
| 2007 | Anne-Laure Heitz  | Audrey Bergot      | 6–1, 6–1      |
| 2006 | Audrey Bergot     | Constance Sibille  | 4–6, 6–4, 6–1 |

### Duplas
| Ano  | Campeãs                           | Vice-campeãs                         | Resultado         |
| ---- | --------------------------------- | ------------------------------------ | ----------------- |
| 2013 | Viktorija Golubic Magda Linette   | Nicole Clerico Nikola Fraňková       | 6–4, 6–4          |
| 2012 | Magda Linette Sandra Zaniewska    | Irena Pavlovic Stefanie Vögele       | 6–1, 5–7, [10–5]  |
| 2011 | Sofia Arvidsson Jill Craybas      | Caroline Garcia Aurélie Védy         | 6–4, 4–6, [10–7]  |
| 2010 | Lyudmyla Kichenok Nadiia Kichenok | Claire Feuerstein Caroline Garcia    | 56–7, 6–4, [10–8] |
| 2009 | Elena Chalova Oksana Kalashnikova | Florence Haring Violette Huck        | 4–6, 6–3, [10–4]  |
| 2008 | Yasmin Clarke Olivia Scarfi       | Volha Duko Elina Gasanova            | 7–65, 5–7, [10–8] |
| 2007 | Stella Menna Bibiane Schoofs      | Adeline Goncalves Gracia Radovanovic | 6–4, 6–1          |
| 2006 | Kika Hogendoorn Anaïs Laurendon   | Shérazad Reix Chloé Gambey           | 6–2, 6–4          |